# Meta Platforms
Meta Platforms, Inc. (до 28 октября 2021 года — Facebook Inc.) — американская транснациональная холдинговая компания, владеющая технологическим конгломератом и расположенная в Менло-Парке, Калифорния. Является материнской организацией Facebook, Instagram, WhatsApp и Reality Labs. Одна из самых дорогих компаний в мире, а также считается одной из компаний «большой пятёрки» в сфере информационных технологий США, наряду с Amazon, Alphabet (владеет Google), Apple и Microsoft. Практически весь свой доход компания получает за счёт продажи рекламных мест на своих сервисах. Meta Platforms предлагает другие продукты и услуги, включая Facebook Messenger, Facebook Watch и Facebook Portal, также компания приобрела Mapillary, имеет 9,99 % акций в Jio Platforms.

## История
Компания была основана в 2004 году Марком Цукербергом под названием Facebook. В апреле 2012 года за 1 млрд долларов была куплена социальная сеть для обмена фотографиями Instagram. В мае того же года компания Facebook провела размещение своих акций на бирже Nasdaq.
19 февраля 2014 года был приобретен мессенджер WhatsApp.
В 2021 году произошла крупная утечка внутренних документов компании (2021 Facebook leak); сотрудница компании Фрэнсис Хаген передала Комиссии по ценным бумагам и биржам и The Wall Street Journal материалы, подтверждающие, что руководство компании знало и скрывало различные негативные аспекты деятельности Facebook.
В октябре 2021 года компания объявила, что планирует ребрендинг, выражающий «направленность к созданию метавселенной». 28 октября 2021 года Facebook, Inc. сменила название на Meta Platforms.
В феврале 2022 года Meta Platforms выбыла из десятки крупнейших компаний мира по рыночной капитализации. Капитализация компании снизилась до 565 млрд долларов США и компания переместилась на 11-е место.
28 июля 2022 года компания Meta Platforms в финансовом отчёте за второй квартал 2022 года впервые за всю историю существования компании показала падение выручки.
22 сентября 2022 года стало известно, что компания Meta Platforms планирует сократить издержки на 10 %. Для этого компания начала сокращение штата и реорганизацию. Это происходило на фоне первого за всю историю компании снижения выручки по итогам квартала. 9 ноября 2022 года Марк Цукерберг заявил о крупнейшем в истории компании сокращении сотрудников. Планировалось уволить 13 % персонала, то есть около 11 тыс. человек.
18 июля 2023 года Meta совместно с Microsoft выпустили большую языковую модель Llama 2, сделав её доступной для научных и коммерческих целей. Компания планирует продолжать развитие в сфере ИИ, рассчитывая в 2024 году начать обучение новой генеративной нейросети на собственной инфраструктуре. Она будет в несколько раз мощнее Llama 2 и сопоставимой по возможностям с GPT-4.
6 июля 2023 года компания запустила в AppStore сервис текстовых сообщений — «Threads», который позиционируется как конкурент «Twitter». Приложение доступно на 30 языках, среди которых английский, китайский и русский. Веб-версия сервиса вышла днём ранее — 5 июля. Сообщается, что приложение не будет запущено в ЕС, пока Meta Platforms не получит от европейских властей руководства касательно новых правил конкуренции.
2 августа 2023 года Meta Platforms выпустила сервис AudioCraft, который позволяет генерировать музыку при помощи искусственного интеллекта.
4 октября 2024 года Meta представила свою модель для генерации видео Movie Gen. С помощью инструмента можно также корректировать ролик посредством текстового запроса и создавать звуковое сопровождение, синхронизированное с видеорядом.
В апреле 2025 года компания Meta выпустила новую коллекцию моделей искусственного интеллекта Llama 4 из своего семейства Llama. Всего есть несколько новых модели: Llama 4 Scout, Llama 4 Maverick и Llama 4 Behemoth. Все они обучались на «большом количестве немаркированных текстовых, графических и видеоданных» для обеспечения «широкого визуального понимания».
Алгоритм Llama 4 Scout имеет 17 млрд активных параметров, 16 «экспертов» и 109 млрд параметров в целом. Llama 4 Maverick имеет 17 млрд активных параметров и 128 «экспертов» (всего 400 млрд параметров). Модель Llama 4 Behemoth имеет 288 млрд активных параметров и 16 «экспертов» (всего около 2 трлн параметров).
Meta научила ИИ распознавать в Instagram аккаунты несовершеннолетних, выдающих себя за взрослых и автоматически менять настройки их профилей. Если система заподозрит, что аккаунт принадлежит несовершеннолетнему, его настройки конфиденциальности автоматически переведут на «подростковые»: профиль станет закрытым, незнакомцы не смогут писать первыми, а контент ограничат.
29 апреля 2025 года было представлено отдельное от других продуктов ИИ-приложение Meta AI. В его основу легла языковая модель Llama 4. Сервис имеет функции голосового помощника и редактора изображений, а также даёт возможность делать публикации в отдельной ленте.

## Собственники и руководство
Акции компании с 2012 года котируются на бирже Nasdaq, в 2022 году тиккер FB был сменён на META. Институциональным инвесторам по состоянию на начало 2023 года принадлежало 72 % акций, крупнейшими из них были: The Vanguard Group (8,1 %), BlackRock (6,8 %), FMR Co., Inc. (5,2 %), Capital Group Companies (4,9 %), State Street Global Advisors (4,0 %), T. Rowe Price Associates, Inc. (2,1 %), Geode Capital Management (2,0 %), Morgan Stanley (1,4 %), Northern Trust (1,1 %). На конец 2021 года Марку Цукербергу принадлежало 13,6 % акций компании.
Ключевое руководство Meta Platforms:
- Марк Цукерберг (Mark Zuckerberg) — председатель и главный исполнительный директор,
- Сьюзан Ли (Susan J. Li) — главный финансовый директор,
- Хавьер Оливан (Javier Olivan) — главный операционный директор,
- Эндрю Босуорт (Andrew Bosworth) — главный технический директор,
- Крис Кокс (Christopher K. Cox) — главный директор по продуктам[30].

По состоянию на декабрь 2020 года в Meta Platforms работало 58 604 сотрудника, что на 30,4 % больше, чем в прошлом году.

### Совет директоров
По состоянию на начало 2023 года в совет директоров Meta Platforms входили:
- Марк Цукерберг — председатель, основатель и генеральный директор;
- Роберт Киммитт (Robert M. Kimmitt) — старший независимый директор, замминистра финансов США с 2005 по 2009 год, старший международный советник WilmerHale;
- Шерил Сэндберг (Sheryl K. Sandberg) — исполнительный директор и главный операционный директор;
- Пегги Олфорд (Peggy Alford) — неисполнительный директор, исполнительный вице-президент по глобальным продажам PayPal;
- Марк Андриссен (Marc L. Andreessen) — неисполнительный директор, соучредитель и генеральный партнёр Andreessen Horowitz;
- Эндрю Хьюстон (Andrew W. Houston) — неисполнительный директор, председатель и генеральный директор Dropbox;
- Нэнси Киллефер (Nancy Killefer) — неисполнительный директор, старший партнёр McKinsey & Company;
- Трейси Трэвис (Tracey Thomas Travis) — неисполнительный директор, исполнительный вице-президент и главный финансовый директор Estée Lauder Companies;
- Тони Сю (Tony Xu) — неисполнительный директор, основатель и CEO компании DoorDash[англ.].

## Деятельность
Подразделения по состоянию на 2022 год:
- Семейство приложений (Family of Apps) — социальные сети Facebook и Instagram, службы обмена сообщениями Messenger и WhatsApp; на подразделение пришлось 98 % выручки, её источником служит реклама в социальных сетях.
- Лаборатории реальности (Reality Labs) — разработка устройств и программного обеспечения, производство медиа-контента; 2 % выручки.

Месячная аудитория социальных сетей компании в декабре 2022 года составила 3,74 млрд пользователей, из них 2,96 млрд — Facebook. Среднесуточная посещаемость составляла 2,96 млрд для всех сетей компании и 2,0 млрд для Facebook. Эти данные основаны на количестве активных учётных записей, по расчётам компании около 11 % учётных записей дублируются, а 4—5 % — фиктивные. Выручка от каждого пользователя за 2022 год составила 32 доллара.
Выручка за 2022 год составила 116,6 млрд долларов, из них 50,2 млрд пришлось на США и Канаду, 26,7 млрд — на Европу, 27,8 млрд — на Азиатско-Тихоокеанский регион.
В списке крупнейших публичных компаний мира Forbes Global 2000 за 2022 год компания заняла 34-е место. В числе крупнейших компаний США по размеру выручки в 2022 году (список Fortune 500) Meta Platforms заняла 27-е место.
|                      | 2008   | 2009  | 2010  | 2011  | 2012  | 2013  | 2014  | 2015  | 2016  | 2017  | 2018  | 2019  | 2020  | 2021  | 2022  |
| -------------------- | ------ | ----- | ----- | ----- | ----- | ----- | ----- | ----- | ----- | ----- | ----- | ----- | ----- | ----- | ----- |
| Выручка              | 0,272  | 0,777 | 1,974 | 3,711 | 5,089 | 7,872 | 12,47 | 17,93 | 27,64 | 40,65 | 55,84 | 70,70 | 85,97 | 117,9 | 116,6 |
| Чистая прибыль       | -0,056 | 0,229 | 0,606 | 1,000 | 0,053 | 1,500 | 2,940 | 3,688 | 10,22 | 15,93 | 22,11 | 18,49 | 29,15 | 39,37 | 23,20 |
| Активы               | 0,505  | 1,109 | 2,990 | 6,311 | 14,98 | 17,86 | 39,97 | 49,41 | 64,96 | 84,52 | 97,33 | 133,4 | 159,3 | 166,0 | 185,7 |
| Собственные средства | 0,335  | 0,868 | 2,162 | 4,899 | 11,76 | 15,47 | 36,10 | 44,22 | 59,19 | 74,35 | 84,13 | 101,1 | 128,3 | 124,9 | 125,7 |

## Запрет Meta в России
Генпрокуратура РФ 11 марта 2022 года направила в суд заявление о признании компании Meta экстремистской организацией в России.
21 марта 2022 года Тверской суд Москвы признал Meta экстремистской организацией в России.
В августе СМИ сообщили о блокировке в Facebook и Instagram ряда аккаунтов на русском языке, которые вели «проамериканскую пропаганду». По словам исследователей, «расследование выявило сеть учётных записей в Twitter, Facebook, Instagram и пяти других социальных сетях, которые использовали обманную тактику для продвижения прозападных нарративов».
11 октября 2022 года Росфинмониторинг внес компанию Meta в перечень организаций причастных к терроризму и экстремизму.

## Критика
Одним из следствий успеха компании стало большое количество поданных против неё коллективных и индивидуальных судебных исков в США, Европе и Азии. Компанию обвиняют в распространении ложной информации, пропаганде экстремизма, нарушении правил хранения личной информации пользователей, а также в возникновении у подростков зависимости от социальных сетей, ведущей к стойкому нарушению психики.

## Дочерние компании
Основные дочерние компании по состоянию на 2022 год:
- Cassin Networks ApS (Дания)
- Edge Network Services Limited (Ирландия)
- Facebook Circularity, LLC (США, штат Делавэр)
- Facebook Holdings, LLC (США, штат Делавэр)
- Facebook Operations, LLC (США, штат Делавэр)
- Facebook UK Limited (Великобритания)
- FCL Tech Limited (Ирландия)
- Goldframe LLC (США, штат Делавэр)
- Greater Kudu LLC (США, штат Делавэр)
- Hibiscus Properties, LLC (США, штат Делавэр)
- Instagram, LLC (США, штат Делавэр)
- Malkoha Pte. Ltd. (Сингапур)
- Meta Payments Inc. (США, штат Флорида)
- Meta Platforms Ireland Ltd. (Ирландия)
- Meta Platforms Technologies, LLC (США, штат Делавэр)
- Morning Hornet LLC (США, штат Делавэр)
- Novi Financial, Inc. (США, штат Делавэр)
- Pinnacle Sweden AB (Швеция)
- Raven Northbrook LLC (США, штат Делавэр)
- Runways Information Services Limited (Ирландия)
- Scout Development, LLC (США, штат Делавэр)
- Siculus, Inc. (США, штат Делавэр)
- Sidecat LLC (США, штат Делавэр)
- Stadion LLC (США, штат Делавэр)
- Starbelt LLC (США, штат Делавэр)
- Vitesse, LLC (США, штат Делавэр)
- WhatsApp LLC (США, штат Делавэр)
- Winner LLC (США, штат Делавэр)
- Woolhawk LLC (США, штат Делавэр)